# Нормандська династія
Нормандська династія, Нормандський дім (англ. House of Normandy) — аристократичний рід норманського походження, що правив в Нормандії (912–1154) і Англії (1066–1154). Династія була заснована норвезьким вікінгом Роллоном, який одержав від французького короля в 912 році територію Нормандії, що пізніше стала герцогством.
В результаті завоювання Англії герцогом Вільгельмом в 1066 році під владу Нормандської династії перейшло Англійське королівство. Останній представник династії по чоловічій лінії Генріх I помер в 1135 році, його успадковував його племінник Стефан Блуаський, якого також іноді відносили до Нормандської династії. Після смерті короля Стефана в 1154 році на престолах Англії і Нормандії утвердилася династія Плантагенетів. Плантагенети, Ланкастери і Йорки, що пізніше носили корону Англії, були різними гілками Нормандського дому.

## Передісторія

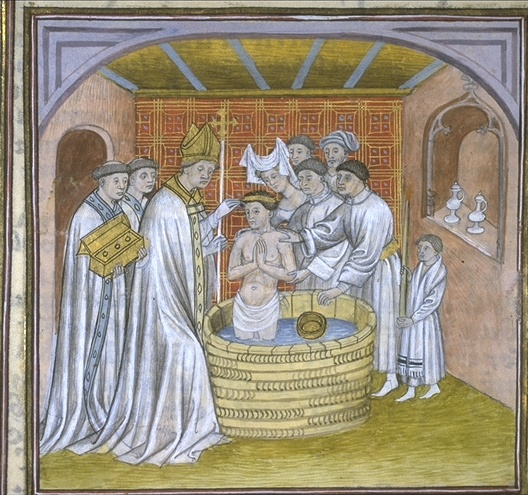
Хрещення Роллона

В IX—Х століттях приморська частина Нейстрії (як тоді називались північні території Франції) постійно піддавалася нападам войовничих норманів. На початку Х століття, коли в північну частину Франції прийшли загони норманів під керівництвом Рольфа (Роллона), якого вижив з Норвегії король Гаральд Гарфагер, ця територія почала називатись Нормандією.
З прибульцями французи не могли нічого вдіяти, тому король Франції Карл Простакуватий вирішив владнати відносини з непроханим гостем. В 912 році в Сен-Клері відбулася їх зустріч з Роллоном, в результаті якої король поступився частиною Нейстрії, що знаходилася між морем і річкою Епт, проте Роллон мав хреститися, вступити в шлюб з дочкою Карла Гізеллою і визнати себе його васалом. Роллон погодився, таким чином остаточно закріпився на зайнятій території разом зі своїм військом і став родоначальником нормандських королів (див. Договір Сен-Клер-сюр-Епт).

## Правління в Нормандії
Після смерті першого герцога нормандського в 927 році титул перейшов до його сина Вільгельма, що носив прізвисько Довга Шпага. Йому вдалось заспокоїти нормандських дворян, незадоволених посиленням герцогської влади та втрутившись в конфлікт Людовика Заморського і графа Паризького Гуго на стороні першого, збільшити Нормандію за рахунок приєднання Авранша і Кутанса. В 942 році Вільгельм був підступно вбитий графом Фландрським і влада перейшла в руки Річарда, малолітнього сина покійного. Людовик Заморський, що мав види на Нормандію, забрав дитину до свого двору і зробив спробу прибрати герцогство до своїх рук. Проте нормандці не хотіли підкорятися французам і, коли Гуго Паризький зробив спробу захопити Нормандію, дали серйозну відсіч. Місцевому населенню прийшов на допомогу данський король Гаральд Блотанд; Людовик потрапив у полон і вимушений був відмовитись від посягань.
Невдовзі французький король організував новий похід на Нормандію, закликавши на допомогу німецького короля Оттона. Але і ця спроба закінчилась провалом. В подальшому відносини між Францією і Нормандією залишались досить напруженими, час від часу спалахували збройні конфлікти. Ситуація дещо змінилась після вступу на престол зятя Річарда — Гуго Капета.
Після смерті герцога нормандського в 996 році його титул перейшов до сина — Річарда II. При ньому склались тісні стосунки Нормандії з Англією, які ще зміцнились, коли сестра Річарда стала дружиною Етельреда — короля Англії. Саме це в майбутньому стало причиною посягань Нормандської династії на престол Англії.
Титул герцога нормандського носили ще два представники цього дому — Річард III і Роберт Диявол, перед тим як у 1035 році ним став Вільгельм II. Йому довелося пережити часи смут і війн, витримати боротьбу з власним родичем Гі, сином герцога бургундського, що претендував на Нормандію. Гі підтримували барони та інші родичі покійного Роберта Диявола, оскільки Вільгельм хоч і був названий батьком своїм спадкоємцем, був незаконнонародженим від наложниці герцога. Вільгельму допоміг втримати владу його опікун — французький король Генріх І.
Стараннями Вільгельма, який проводив більшу частину часу у війнах з сусідами, до Нормандії в 1062 році були приєднані графство Мен і частина земель герцога анжуйського. Крім того він зумів примусити місцевих баронів втихомиритися остаточно. Багато уваги приділяв католицькій церкві в Нормандії. Він сам керував церковними соборами і намагався підняти рівень освіти у місцевого духовенства.

## Нормандське завоювання Англії

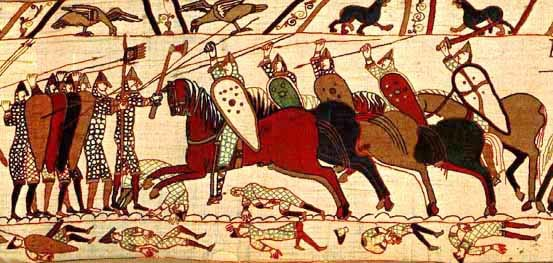
Фрагмент гобелена з Байо (Tapisserie de Bayeux), XI століття, що зображує норманське вторгнення до Англії

В 1066 році герцог нормандський Вільгельм II, користуючись віддаленою спорідненістю з англійськими монархами, відправився завойовувати Англію. Підставою для домагань став його візит в 1051 році в Англію, під час якого король Едуард Сповідник, який не мав дітей, начебто призначив гостюючого родича своїм спадкоємцем. Претензії Вільгельма були не переконливі, оскільки, згідно з тогочасними англійськими законами подібне рішення не мало законної сили, так як не було затверджене вітенагемотом. Тому після смерті Едуарда англійський престол зайняв його шурин, Гарольд II, що не влаштувало Вільгельма. Він нагадав Гарольду про обіцянку Едуарда і про те що сам Гарольд дав клятву, що буде сприяти воцарінню герцога нормандського. Оскільки в той час Англія знаходилась в конфронтації з папою Олександром II, понтифік підтримав претензії Вільгельма і доручив привести йому Англію до покори, а Гарольда, що порушив дане ним слово, відлучити від церкви.
Вільгельм, в погоні за короною, зібрав добре навчене 60-ти тисячне військо з мешканців Нормандії, Франції та Італії і висадився на острові 29 вересня 1066 року. 14 жовтня він розбив армію Гарольда при Гастінзі і одразу проголосив себе королем. Перемозі Вільгельма сприяли також міжусобні чвари в середовищі англосакських феодалів. Наприклад, Лондон спочатку готувався до оборони, проголосивши королем останнього представника англосакської династії Едгара Етелінга. Проте потім на сторону Вільгельма стали переходити впливові феодали, вважаючи подальший опір безкорисним та небезпечним. Делегація лондонців на чолі з самим Едгаром відправилась в стан противника, щоб прохати його прийняти корону, на що завойовник милостиво погодився.

## Правління в Англії

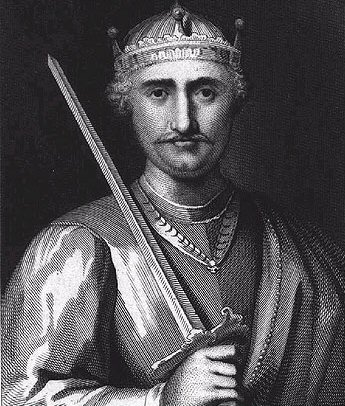
Вільгельм I Завойовник

Оскільки Вільгельм І надавав велике значення законності своїх прав на престол, він поспішив офіційно коронуватися в Вестмінстері як спадкоємець Едуарда Сповідника, під іменем Вільгельма І з дотриманням всіх традиційних обрядів. Гарольд і його сподвижники були названі зрадниками, а їх володіння перейшли короні і були поділені між сподвижниками нового монарха. Коли з півночі до нього почали прибувати норманські загони, число прихильників короля зросло. Більшість прибульців осідали на новій території і приймали християнство.
Як політик, Вільгельм зумів встановити пряму васальну залежність всіх феодалів від короля, чим викликав їх обурення. Крім того нормандське ярмо породило хвилювання в середовищі англосаксів, яких підтримували валійці і частина нормандських баронів, незадоволених політикою Вільгельма. Це викликало низку повстань в 1067, 1068, 1069 і 1071 роках (див. також Велике північне повстання в Англії). Проте королю, якого підтримувала церква, щоразу вдавалося розбити повстанців і жорстоко розправитися з ними. Захоплені землі переможених Вільгельм, як і раніше, роздавав своїм сподвижникам, формуючи нову знать, на яку він зміг би розраховувати в важкі часи.
Щоб посилити свою владу, король призначив в графствах шерифів, чиновників, що залежали безпосередньо від нього. Крім того він видав закон, згідно з яким кожний васал був зобов'язаний скласти не тільки звичайну присягу своєму сюзерену, а й присягу безпосередньо монарху.
Оскільки Вільгельму тепер належала не тільки Британія, а і значні володіння на континенті, то і в Англії і в Нормандії почався бурхливий розвиток торгівлі, широке розповсюдження отримали ярмарки. Англійські міста перейшли в безпосередню підлеглість короні і стали приносити казні чималий дохід. Проте, якщо мешканці міст були задоволені діями нового володаря, то становище селян значно погіршилось, особливо після перепису 1086 року, за результатами якого була складена «Книга Страшного суду» і численні раніше вільні землі були переведені в розряд кріпацьких.
В кінці життя Вільгельму довелось вести війну проти Франції і баронів своєї батьківщини. При взятті Манта-на-Сені Вільгельм був скинутий конем і отримав важкі травми. Потерпілого спішно відвезли в Руан, проте лікарям не вдалось врятувати короля і він помер 9 серпня 1087 року.
Після смерті Вільгельма і острівні і континентальні володіння Нормандської династії перейшли до його синів. В Нормандії закріпився старший його син Роберт, англійський престол зайняв другий син — Вільгельм II. Останні намагався приєднати до своїх володінь і Нормандію, тому між братами виникали конфлікти. Але коли Роберт в 1097 році відправився в перший хрестовий похід, він залишив управління Нормандією брату.

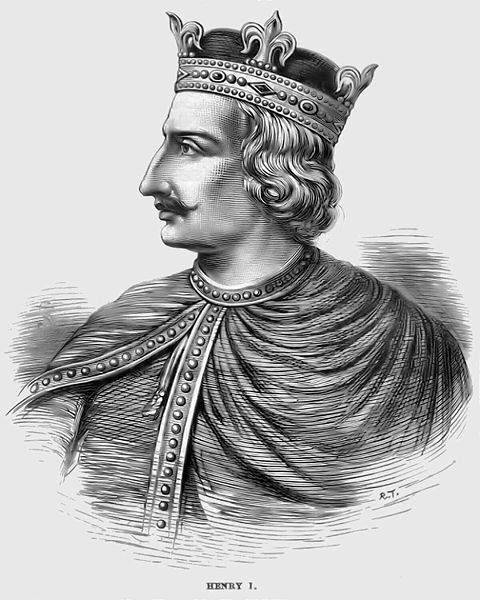
Генріх Боклерк

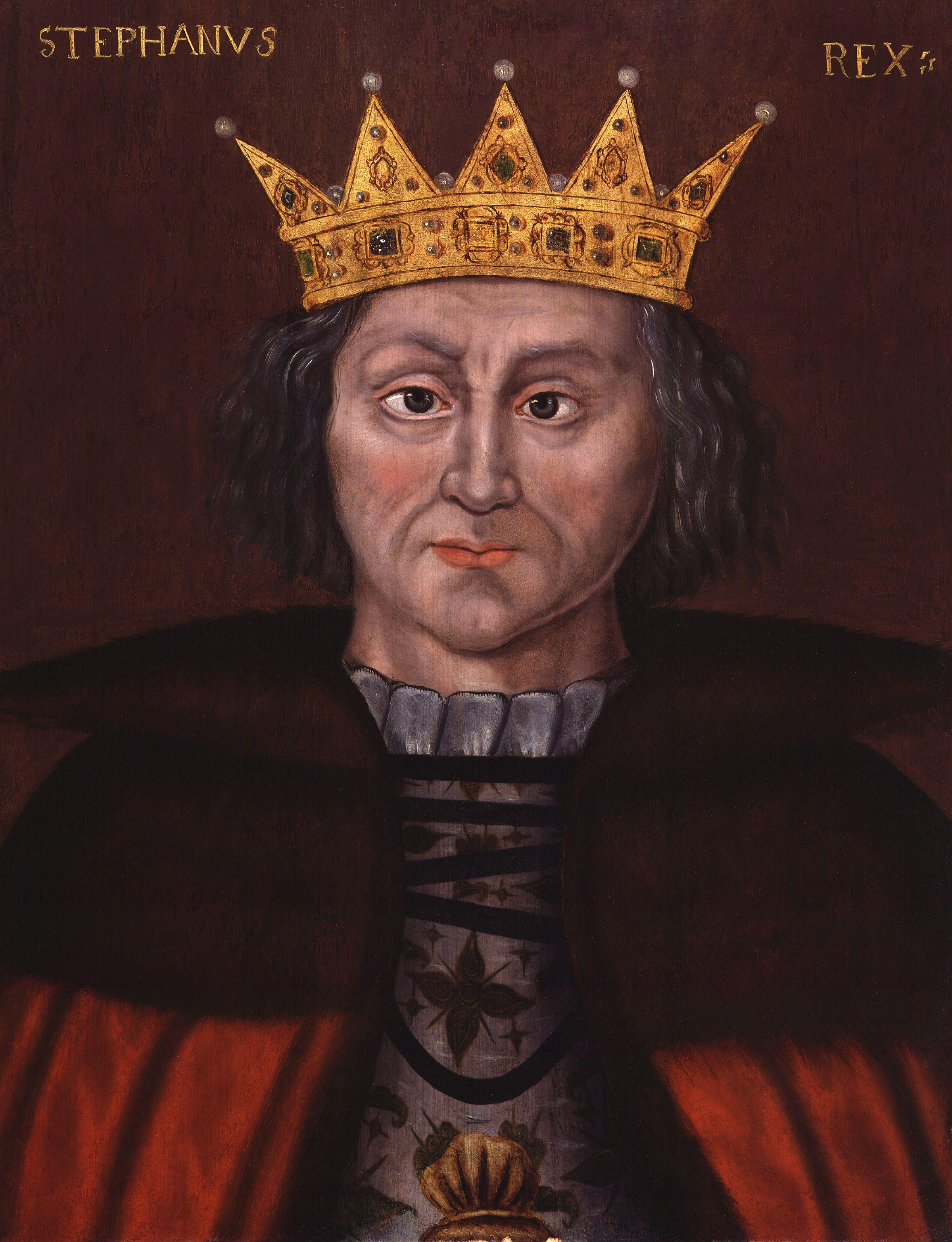
Стефан

Вільгельм Рудий помер 2 серпня 1100 року під час полювання і згідно з традицією англійська корона мала перейти до Роберта, оскільки у Вільгельма не було нащадків. Проте Роберт не встиг цього зробити так як його молодший брат Генріх Боклерк сам зайняв престол. Він коронувався в Вестмінстері на третій день по смерті Вільгельма, 5 серпня 1100 року. Роберт не міг зразу розпочати війну, хоча і користувався підтримкою значної частини англійських баронів, оскільки був в хрестовому поході і повернувся тільки під новий рік. Генріх використав цей короткий проміжок і видав «Хартію вільностей Генріха І», в якій обіцяв притримуватись права наслідування, не зазіхати на права церкви, навести порядок в податковій системі, стягаючи строго фіксовані платежі. Кентерберійського архієпископа Ансельма, вигнаного братом із острова, Генріх повернув назад, заручившись таким чином підтримкою духовенства. До того ж, щоб налаштувати відносини з Шотландією, Генріх спішно одружився з шотландською принцесою Матильдою, яка походила із давнього англосакського роду. Коли Роберт зміг виступити проти Англії, він зрозумів, що нема сенсу цього робити, оскільки його молодший брат повністю взяв владу в свої руки. Роберт офіційно відмовився від своїх прав на престол на користь Генріха, залишивши собі частину земель в Нормандії і обумовивши суму щорічної компенсації. Проте правитель з нього виявився ніякий, за кілька років він довів герцогство до повного хаосу і кліри, що втекли в Англію від свавілля, що панувало на батьківщині, почали підмовляти Генріха захопити Нормандію, щоб знову встановити цілісність батьківських володінь. В 1106 році, отримавши запоруку сусідів і місцевої знаті, Генріх відправився воювати з братом. В битві при Теншбре, що відбулася 28 вересня 1106 року, Роберт отримав поразку, потрапив в полон і був ув'язнений в замку Кардіфф, де провів 29 років як в'язень до смерті.
Оскільки до того часу між архієпископом Кентерберійським і королем вже два роки точилися спори про право призначати єпископів і абатів, Генріх вирішив позбавитися і від цього не в міру норовливого ієрея, відправивши пристарілого Ансельма в чергове заслання, що вилилось в жваве листування між обома противниками і папою. Нарешті сторони дійшли до компромісу — в 1107 році в Лондоні Генріх відмовився від права інвеститури, а архієпископ підписав закон про примусове принесення духовенством присяги королю.
Таким чином Нормандія і Англія знову опинились в руках одного правителя. Генріху І також прийшлось витримати боротьбу з Людовиком VI за сюзеренські права над Бретанню і Меном, а також воювати з власним племінником Вільгельмом Кліто, який претендував на Нормандію. Незважаючи на те, що сина Роберта підтримував сам Людовик VI, графи Фландрський і Анжуйський, а також багато нормандців, Генріху вдалось відстояти захоплену владу. Цьому також сприяло одруження сина короля, Вільгельма, з представницею Анжуйської династії. Дочка Генріха І Матильда (Мод) бута но той момент одружена з германським імператором Генріхом V. Тому король ще при житті оголосив Вільгельма спадкоємцем і континентальних володінь Нормандської династії. Але в 1120 році молодий чоловік загинув при корабельній аварії; його смерть стала кінцем стабільності Нормандського дому, оскільки перша дружина короля, Матильда, померла ще в 1118 році, а від другої дружини Аделаїди Лувуан король не мав дітей. Таким чином на престол могла претендувати тільки дружина германського короля — Матильда, яка в 1125 році стала вдовою, після чого англійський король змусив баронів присягнути їй як спадкоємиці престолу. Рік по тому Матильда вдруге стала дружиною спадкоємця графства Анжу Годфріда (Жоффруа) Плантагенета і в 1133 році народила первістка, який пізніше заснував нову королівську династію і вступив на британський престол під іменем Генріха II Плантагенета.
Після смерті в 1135 році Генріха І, між Матильдою і племінником покійного Стефаном Блуаським розгорілась боротьба за володіння Нормандської династії. Годфріду Анжуйському вдалось в 1141 році захопити владу в Нормандії. Розпочата громадянська війна закінчилась, коли протиборчі сторони прийшли до компромісу: узурпатор Стефан відмовився від претензій на герцогство, залишився королем Англії, але оголосив своїм офіційним спадкоємцем сина Матильди. Генріх II Плантагенет в 1154 році, спираючись на поміч матері, зумів повернути собі корону матері, знову з'єднавши під одним управлінням Нормандію і Англію. Почалася ера нової династії Плантагенетів.